# Inspectorul Harry și jocul morții
Inspectorul Harry și jocul morții (în engleză The Dead Pool) este un film polițist thriller american din 1988, regizat de Buddy Van Horn după scenariul lui Steve Sharon. El este al cincilea și ultimul film din seria Inspectorul Harry, în care Clint Eastwood interpretează rolul titular al inspectorului de la San Francisco Police Department "Dirty" Harry Callahan. 
Povestea se referă la manipularea unui joc de pariu al morții de către un criminal în serie, ale cărui eforturi sunt contracarate de durul detectiv Callahan. În acest film apar și actorii Liam Neeson, Patricia Clarkson și Jim Carrey, fiecare dintre ei devenind ulterior celebri.
Având o durată de 91 de minute, el este cel mai scurt dintre cele cinci filme din seria Inspectorul Harry. El este și primul film necomic în care apare Jim Carrey.

## Rezumat
Harry Callahan devine celebru în cele din urmă. Mărturia lui împotriva liderului criminal Lou Janero îl aduce pe mafiot în închisoare și Callahan ajunge  pe coperta unei reviste din San Francisco, ca luptător al orașului împotriva crimei organizate. Callahan este atacat de oamenii ai lui Janero într-un tunel rutier de lângă San Francisco – Oakland Bay Bridge, în timp ce conducea. El îl lovește pe unul cu mașina și-i împușcă pe oamenii rămași. Callahan și noul său partener asiatic-american, specialist în arte marțiale, Al Quan sunt desemnați apoi să investigheze moartea rockerului Johnny Squares (Jim Carrey), ucis în rulota sa din afara unei măcelării în timpul filmărilor la un film regizat de Peter Swan (Liam Neeson).
Mai târziu, Dean Madison, producătorul executiv al lui Swan, este împușcat și ucis la un restaurant din cartierul chinezesc. Harry și Quan văd un jaf în desfășurare și se grăbesc să-l oprească; Harry reușește să-i împuște pe toți tâlharii în interiorul restaurantului, dar unul apucă să fugă și este oprit de Quan cu câteva lovituri de arte marțiale. Atunci când examinează lucrurile producătorului mort, ei descoperă un bilet în buzunarul său pe care erau trecute numele lui Harry și cel al lui Johnny Squares. Se pare că producătorul mort și Swan jucau un "joc al morții", în care participanții încearcă să prezică decesele celebrităților, fie din cauze naturale sau pentru cei care au profesii periculoase. Mai apoi, o altă celebritate de pe lista lui Swan, criticul de film Molly Fisher, este înjunghiată și ucisă în apartamentul ei.
Lui Callahan i se cere să coopereze cu mass-media (în special cu reporterul Samantha Walker, pentru a echilibra interferența lor cu ancheta. Walker îi propune lui Callahan să-i facă un profil în profunzime pentru știrile ei pentru a face uitat un incident anterior în care Harry i-a aruncat și distrus camera lui Walker într-o încercare de a opri echipa ei să o hărțuiască pe prietena lui Squares, în timp ce el vrea să-și îndeplinească sarcina și să stea departe de lumina reflectoarelor. După cină, ei scapă la limită de încercarea de crimă săvârșită de oamenii lui Janero, făcându-l pe reporter să reconsidere situația ofițerilor de poliție față de dreptul publicului de a fi informat.
Callahan se duce la închisoarea unde își executa pedeapsa Janero. El îi promite unui cvadruplu criminal, mare fumător, pe nume Măcelarul Hicks un pachet de țigări pentru a-l ajuta să-l convingă pe Janero că, dacă i se întâmplă ceva rău lui Callahan, Macelarul îi va face o vizită lui Janero. Acest lucru îl determină pe Janero să le spună oamenilor săi să stea departe de Callahan în timp ce el își face datoria. Callahan se confruntă cu o situație în care un bărbat pe nume Gus Wheeler, despre care se zvonea că ar fi responsabil pentru crime, încearcă să ajungă la știrile TV prin stropirea sa cu benzină și amenință să-și dea foc în cazul în care vede chiar o autospecială de stins incendii sau un furtun. În cele din urmă, se dovedește că Wheeler este doar un disperat să apară la știri. Harry și Quan vorbesc mai târziu cu Swan și reușeșsc să afle numele unui alt suspect: Harlan Rook, un fan schizofrenic al lui Swan, care crede că ideile sale și munca sa au fost furate de către Swan. Swan obținuse un ordin de restricție împotriva lui Rook cu aproximativ un an mai înainte.
Rook o ucide apoi pe gazda unei controversate emisiuni Nolan Kennard, o altă persoană de pe listă, folosind un dispozitiv foarte ingenios - el dirijează de la distanță o mașinuță teleghidată care conține o încărcătură de exploziv C4 sub mașina victimei. Când mașinuța ajunge sub mașină, Rook apasă pe butonul telecomenzii și aruncă în aer mașina, apoi merge mai departe. Mașinuța cu bombă a lui Rook nu este detectată de Callahan la locul crimei, deși el găsește o roată a mașinuței, dar nu-și dă seama ce reprezintă până ce vede că Rook încearcă să-l elimine și pe el în același mod în timp ce se îndepărtau spre spital pentru a face rost de dosarul lui Rook. Callahan și Quan sunt urmăriți în mașina lor pe străzile de pe dealul orașului San Francisco de către mașinuța teleghidată a lui Rook și de mașina de dimensiuni normale a acestuia. În cele din urmă, Callahan și Al Quan ajung la un final mortal pe o alee, iar bomba explodează, aproape ucigându-l pe Quan, care supraviețuiește datorită vestei antiglonț și a faptului că Callahan este capabil să demareze cu o fracțiune de secundă înainte ca bomba să explodeze, atenuând efectele exploziei.
Rook, deghizat în Swan, o cheamă la telefon pe Walker de la postul de televiziune și o invită la studioul de filmare al lui Swan pentru un interviu, ceea ce este de fapt o capcană. În timpul unei percheziții în apartamentul lui Rook, polițiștii descoperă afișe rupte din filmele lui Swan și cantități mari de explozivi. Callahan se grăbește la studioul lui Swan, unde Walker este ținută captivă de Rook. Harry își lasă jos revolverul .44 Magnum după ce vede că Rook ține un cuțit la gâtul jurnalistei. Callahan îl atrage pe un dig, după o urmărire. Rook își termină muniția în cele din urmă, iar Callahan se folosește de această ocazie pentru a trage în Rook cu un harpon, țintuindu-l în perete. Callahan pleacă cu Walker, în timp ce poliția ajunge la locul crimei.

## Distribuție
- Clint Eastwood - inspectorul Harry Callahan
- Patricia Clarkson - Samantha Walker
- Liam Neeson - Peter Swan
- Evan C. Kim - inspectorul Al Quan
- David Hunt - Harlan Rook
- Michael Currie - căpitanul Captain Donnelly
- Jim Carrey - Johnny Squares (creditat ca James Carrey)
- Anthony Charnota - Lou Janero
- Ronnie Claire Edwards - Molly Fisher
- Louis Giambalvo - Gus Wheeler

Inspectorul Harry și jocul morții este singurul film din seria Inspectorul Harry, în care nu apare Albert Popwell. Membrii trupei de hard rock Guns N' Roses își fac o apariție necreditată la funeraliile lui Johnny Squares. Ei apar, de asemenea, în timpul filmării unei "scene de coșmar" de la docuri, în care chitaristul Slash trage cu o armă cu harpon printr-o fereastră și este certat de Swan.

## Producție
Eastwood a reacționat astfel față de interpretarea într-un alt film din seria Inspectorul Harry: "E distractiv, o dată în timp, să ai un personaj la care poți să revii. Este ca și revizitarea unui vechi prieten pe care nu l-ai văzut de mult timp. Te gândești: "Mă întorc și văd cum simte el lucrurile acum."" Inspectorul Harry și jocul morții a fost filmat în februarie - martie 1988 la San Francisco.

### Urmărirea de mașini
Mașina lui Callahan, Oldsmobile 98, este urmărită pe străzile de pe dealul orașului San Francisco de o mașinuță teleghidată prin radio care conține o bombă, asamblată de Rook. "Bomba" era, de fapt, o jucărie Associated RC10 modificată mult amplasată pe o carcasă a unei mașinuțe Chevrolet Corvette produse de fabricantul Parma International. Mașinuța a fost manevrată de campionul mondial de mașini controlate prin radio "Jammin'" Jay Halsey și avea motor electric. Efectele sonore ale "motorului" au fost adăugate în faza de post-producție. Această scenă de urmărire are multe asemănări cu faimoasa urmărire din filmul Bullitt cu Steve McQueen. Eastwood a declarat că urmărirea a fost partea sa favorită din film.

## Performanța la box office
Inspectorul Harry și jocul morții a fost lansat în cinematografele americane în iulie 1988. În primul week-end de la lansare, filmul a avut încasări de 9.071.330 $ în 1.988 de cinematografe din SUA, cu o medie de 4.954 $ pe sală. În total, filmul a adus încasări în SUA de 37.903.295 de dolari, ceea ce l-a făcut să fie cel mai puțin profitabil dintre cele cinci filme din franciza Inspectorul Harry.

## Coloană sonoră
Melodia "Welcome to the Jungle" a trupei Guns N' Roses apare ca temă principală a filmului lui Swan, fiind folosită într-o scenă în care Johnny Squares filmează și mimează cântecul.

## Continuare
Eastwood a anunțat public că el nu mai este interesat să joace într-un alt film din seria Inspectorul Harry. În 2000, el a glumit vorbind despre continuări posibile: "Dirty Harry VI! Harry este la pensie. El stă într-un șuvoi rapid de apă, pescuind. El devine sătul de ținerea bățului și BA-BOOM! Sau Harry este pensionar și îi prinde pe băieții răi cu cadrul de mers?"